# Хокурю

43°43′53″ пн. ш. 141°52′45″ сх. д. / 43.73139° пн. ш. 141.87917° сх. д.
Хокурю́ (яп. 北竜町, ほくりゅうちょう, МФА: [hokuɾʲu t͡ɕoː]) — містечко в Японії, в повіті Урю округу Сораті префектури Хоккайдо. Станом на 1 жовтня 2008 року площа містечка становила 158,82 км². Станом на 31 березня 2017 населення містечка становило 1943 осіб.